# ルーカス・ブラガ・ヒベイロ
ルーカス・ブラガ（Lucas Braga）ことルーカス・ブラガ・ヒベイロ（ポルトガル語: Lucas Braga Ribeiro、1996年11月10日 - ）は、ブラジルのサッカー選手。ポジションはFW。

## 経歴
サンパウロに生まれ、2016年8月にJ・マルセーリ・フチボウの下部組織に加入した。翌年にトップチームに昇格し、3月30日にカンピオナート・パラナエンセで途中出場し選手初出場となった。
経営上の理由から州3部所属のAAバテウに完全移籍。11月5日に初得点を記録した。
2018年1月12日にカンピオナート・ブラジレイロ・セリエC所属のルヴェルデンセECに完全移籍。レギュラーとして活躍、5月12日に移籍後初得点を記録した。
同年8月28日にカンピオナート・ブラジレイロ・セリエBのヴィラ・ノヴァFCに年末までの期限付き移籍で加入した。

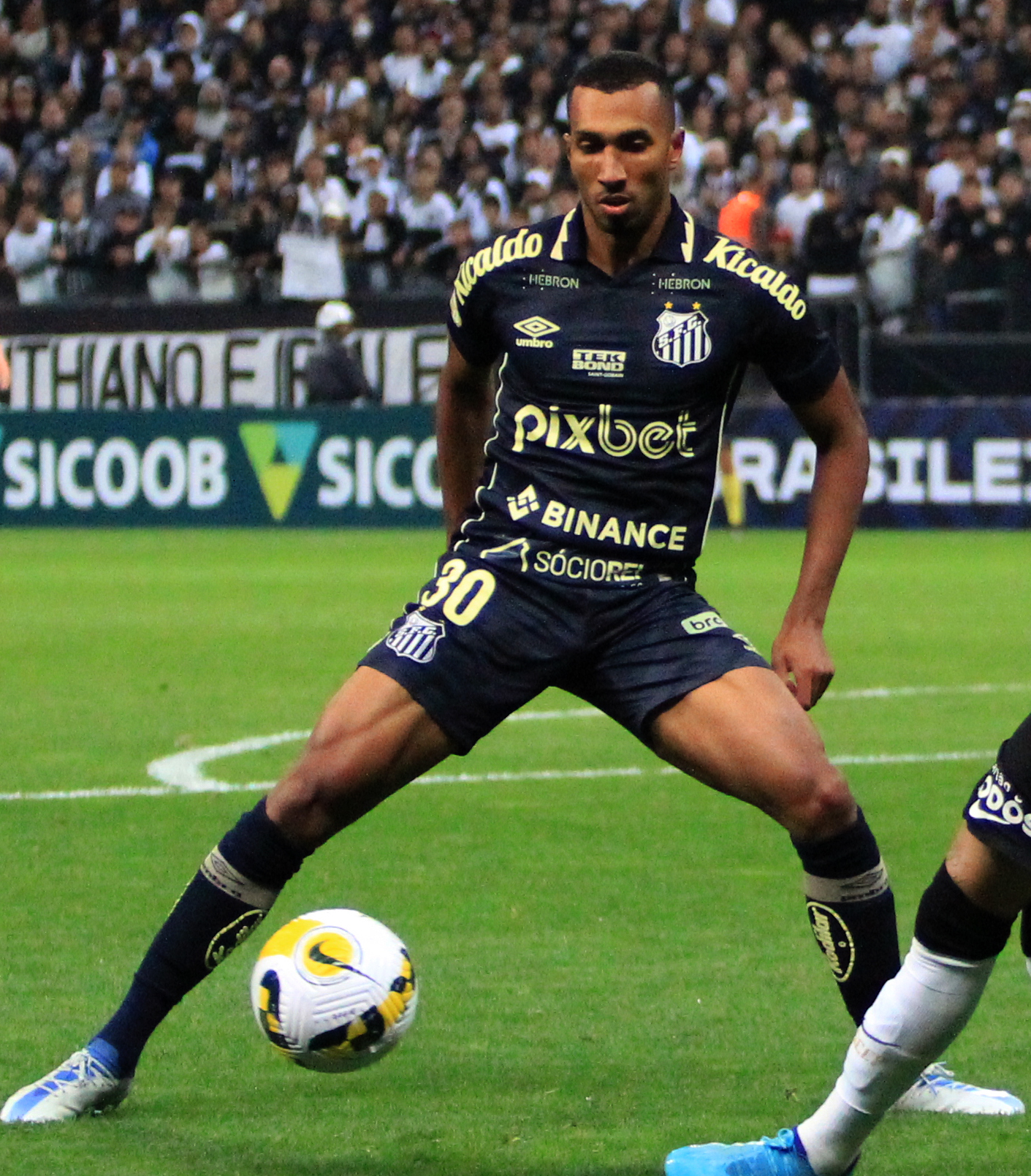
2022年、サントスFC時代

12月29日にサントスFCとの仮契約に合意した事が発表され、翌年6月5日に2022年6月までの契約を締結した。割当はトップチームではなくBチームとなった。
2019年9月9日にカンピオナート・ブラジレイロ・セリエBのクイアバECに年末までの期限付き移籍、同年12月13日にはインテル・ジ・リメイラに翌年の期限付き移籍が発表された。
2020年8月5日にサントスのトップチームに復帰、同月20日のカンピオナート・ブラジレイロ・セリエAでカイオ・ジョルジに代わって途中投入され全国1部初出場となった。10月1日にはジェフェルソン・ソテルドとの交代でコパ・リベルタドーレス2020にも出場し、国際大会初出場も果たした。同大会ではその20日後に得点も記録し、クラブの勝利に貢献した。翌年4月にソテルドが移籍するとレギュラーの座を掴み、5月20日に2026年4月までの5年契約を新たに締結した。
2024年から、サントスFCはクラブ史上初の2部降格となった。
2024年1月31日、清水エスパルスへ期限付き移籍をすることが発表された。

## 個人成績
| 国内大会個人成績 | 国内大会個人成績 | 国内大会個人成績 | 国内大会個人成績 | 国内大会個人成績 | 国内大会個人成績 | 国内大会個人成績 | 国内大会個人成績 | 国内大会個人成績 | 国内大会個人成績 | 国内大会個人成績 | 国内大会個人成績 |
| 年度             | クラブ           | 背番号           | リーグ           | リーグ戦         | リーグ戦         | リーグ杯         | リーグ杯         | オープン杯       | オープン杯       | 期間通算         | 期間通算         |
| 年度             | クラブ           | 背番号           | リーグ           | 出場             | 得点             | 出場             | 得点             | 出場             | 得点             | 出場             | 得点             |
| 日本             | 日本             | 日本             | 日本             | リーグ戦         | リーグ戦         | リーグ杯         | リーグ杯         | 天皇杯           | 天皇杯           | 期間通算         | 期間通算         |
| ---------------- | ---------------- | ---------------- | ---------------- | ---------------- | ---------------- | ---------------- | ---------------- | ---------------- | ---------------- | ---------------- | ---------------- |
| 2024             | 清水             | 11               | J2               | 35               | 8                | -                | -                | 1                | 0                | 36               | 8                |
| 通算             | 日本             | 日本             | J2               | 35               | 8                | 0                | 0                | 1                | 0                | 36               | 8                |
| 総通算           |                  |                  |                  |                  |                  |                  |                  |                  |                  |                  |                  |

## タイトル

### クラブ
清水エスパルス
- J2リーグ（2024年）